# Misofobia

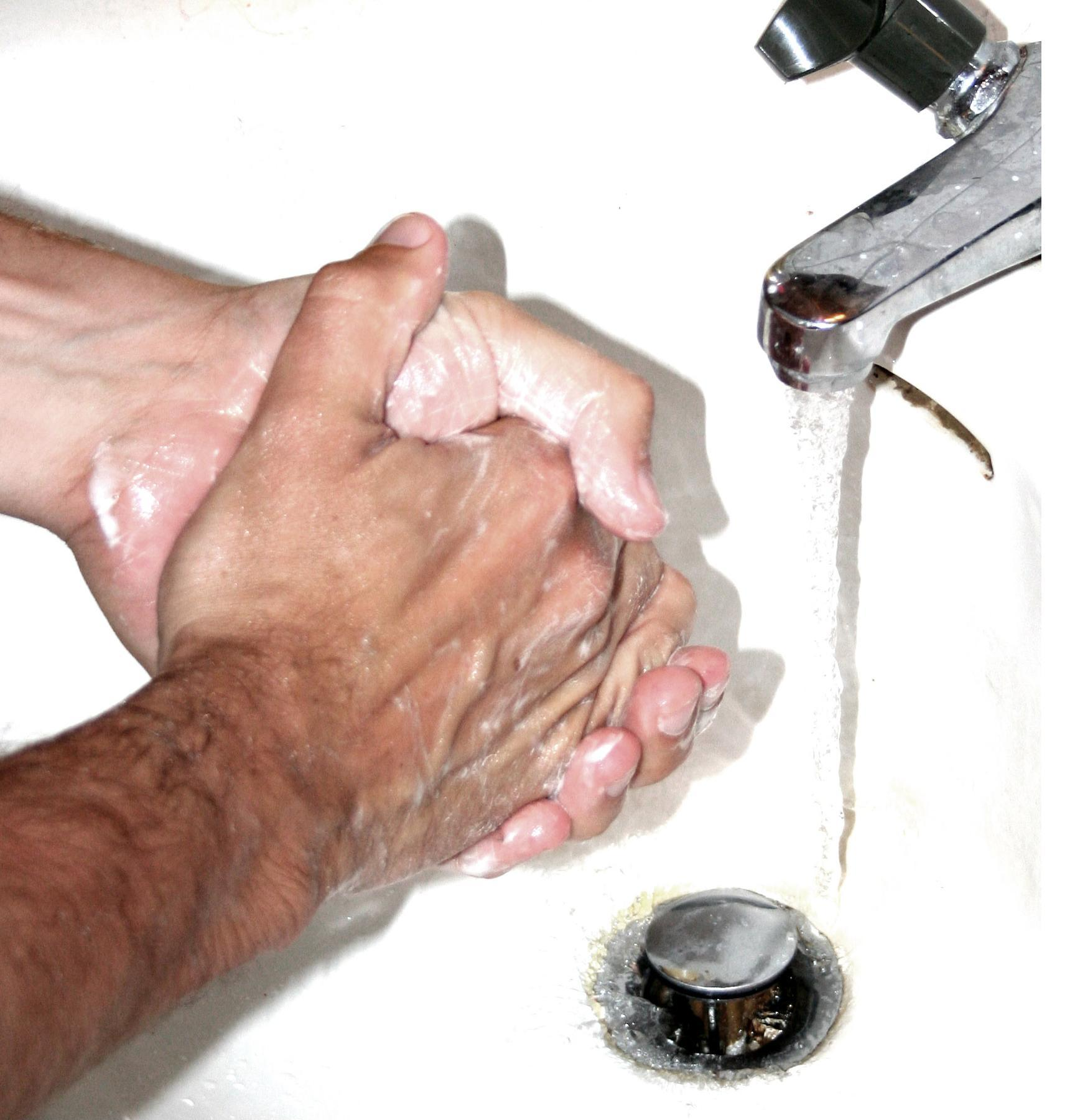
Lavarse las manos frecuentemente caracteriza la obsesión por la higiene, uno de los síntomas más comunes de este trastorno.

La misofobia (del griego μύσος, romanización: mysos, «contaminación»; y φόβος, romanización: phobos, «miedo»), también llamada germofobia, bacilofobia o bacteriofobia, es el miedo patológico a la suciedad, la contaminación y los gérmenes.
Está ligada al trastorno obsesivo-compulsivo (TOC), por el que se producen comportamientos específicos dirigidos a reducir la ansiedad asociada.
Aquellos que padecen misofobia —denominados «misófobos»— tienden a lavarse las manos constantemente y a tocar objetos con cautela, en muchas ocasiones con guantes, sin que las condiciones sanitarias lo requieran. Su miedo se concentra en las materias biológicas, en los olores corporales y en la suciedad visible.

### Causas
No existe una causa única por la cual las personas desarrollan esta fobia. 
El origen de esta suele remontarse a la infancia, con el aprendizaje del uso del inodoro. Por lo que el factor genético no puede ser descartado en estos casos. 
Además el conocimiento sobre contaminación, gérmenes,  bacterias y las patologías asociadas, junto a las publicidades de productos para limpieza y la cultura de la higiene en la sociedad actual pueden ser un factor de riesgo para padecer esta patología.

### Síntomas
Las personas que sufren de misofobia generalmente muestran síntomas que incluyen:
- Lavado de manos excesivo.
- Evitar lugares que puedan contener una alta presencia de gérmenes.
- Miedo al contacto físico, especialmente con extraños.
- Esfuerzo excesivo dedicado a limpiar y desinfectar el entorno.
- Negativa a compartir artículos personales.
- Miedo a enfermarse.

La misofobia afecta en gran medida la vida cotidiana de las personas y puede variar según la gravedad de los síntomas, desde dificultad para respirar, transpiración excesiva, aumento de la frecuencia cardíaca y estados de pánico cuando se expone a afecciones mejoradas por gérmenes.